# Ga văn phòng Geumcheon-gu
Ga Văn phòng Geumcheon-gu (Tiếng Hàn: 금천구청역, Hanja: 衿川區廳驛) là ga tàu điện ngầm trên Tàu điện ngầm vùng thủ đô Seoul tuyến 1 ở Siheung-dong, Geumcheon-gu, Seoul. Tại nhà ga này, Tuyến Gyeongbu và Tuyến tốc hành Gyeongbu rẽ nhánh qua Tuyến kết nối Siheung. Kể từ tháng 7 năm 2008, nó đã phục vụ như một ga nhánh/nối cho các chuyến tàu con thoi đến và đi từ Ga Yeongdeungpo và Ga Gwangmyeong. Các đường sơ tán hiện đang được lắp đặt như một phần của hoạt động tàu tốc hành. Nó được kết nối với Ga Gwangmyeong bằng Đường hầm dưới nước Anyangcheon. Đó là phần mặt đất từ nhà ga này đến Ga Namyeong và phần của Tổng công ty Đường sắt Hàn Quốc. Do thỏa thuận giữa Tổng công ty Đường sắt Hàn Quốc và Tổng công ty Vận tải Seoul, chỉ có các chuyến tàu Korail đi vào Ga Gwangmyeong.

## Bố trí ga
| ↑ Doksan               |
| \| ４３ \| ２１ \|     |
| Gwangmyeong · Seoksu ↓ |

| 1 | ● Tuyến 1 | Địa phương·Tốc hành·Tàu đưa đón Gwangmyeong | → Hướng đi Gwangmyeong · Cheonan · Sinchang →         |
| 2 | ● Tuyến 1 | Tốc hành                                    | → Hướng đi Suwon · Pyeongtaek · Cheonan →             |
| 3 | ● Tuyến 1 | Tốc hành                                    | ← Hướng đi Yeongdeungpo · Seoul                       |
| 4 | ● Tuyến 1 | Địa phương·Tốc hành·Tàu đưa đón Gwangmyeong | ← Hướng đi Yeongdeungpo · Yongsan · Đại học Kwangwoon |

## Thư viện

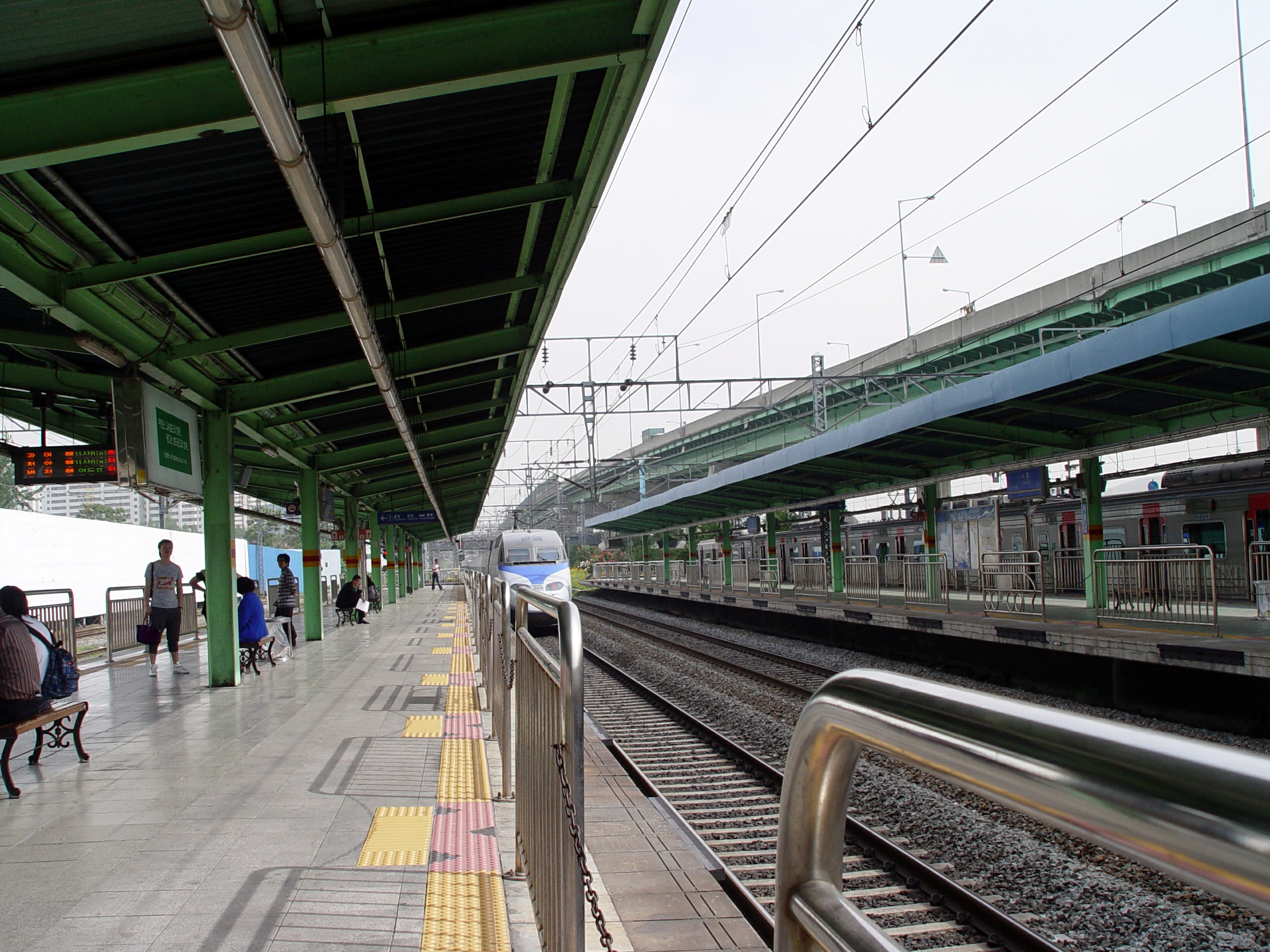
KTX đi qua (Trước khi lắp đặt cửa chắn)
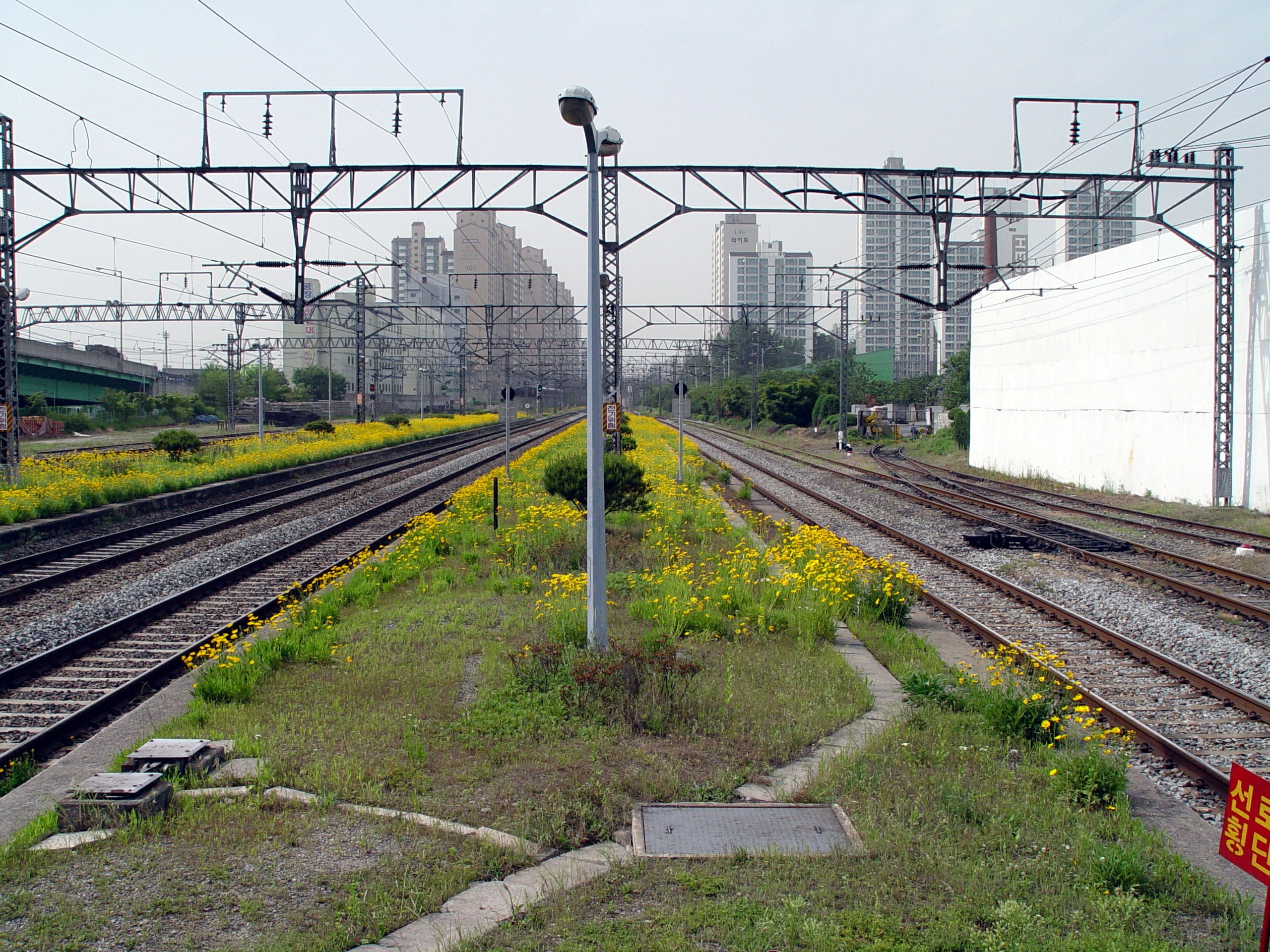
Nhìn về phía bắc dọc theo đường ray
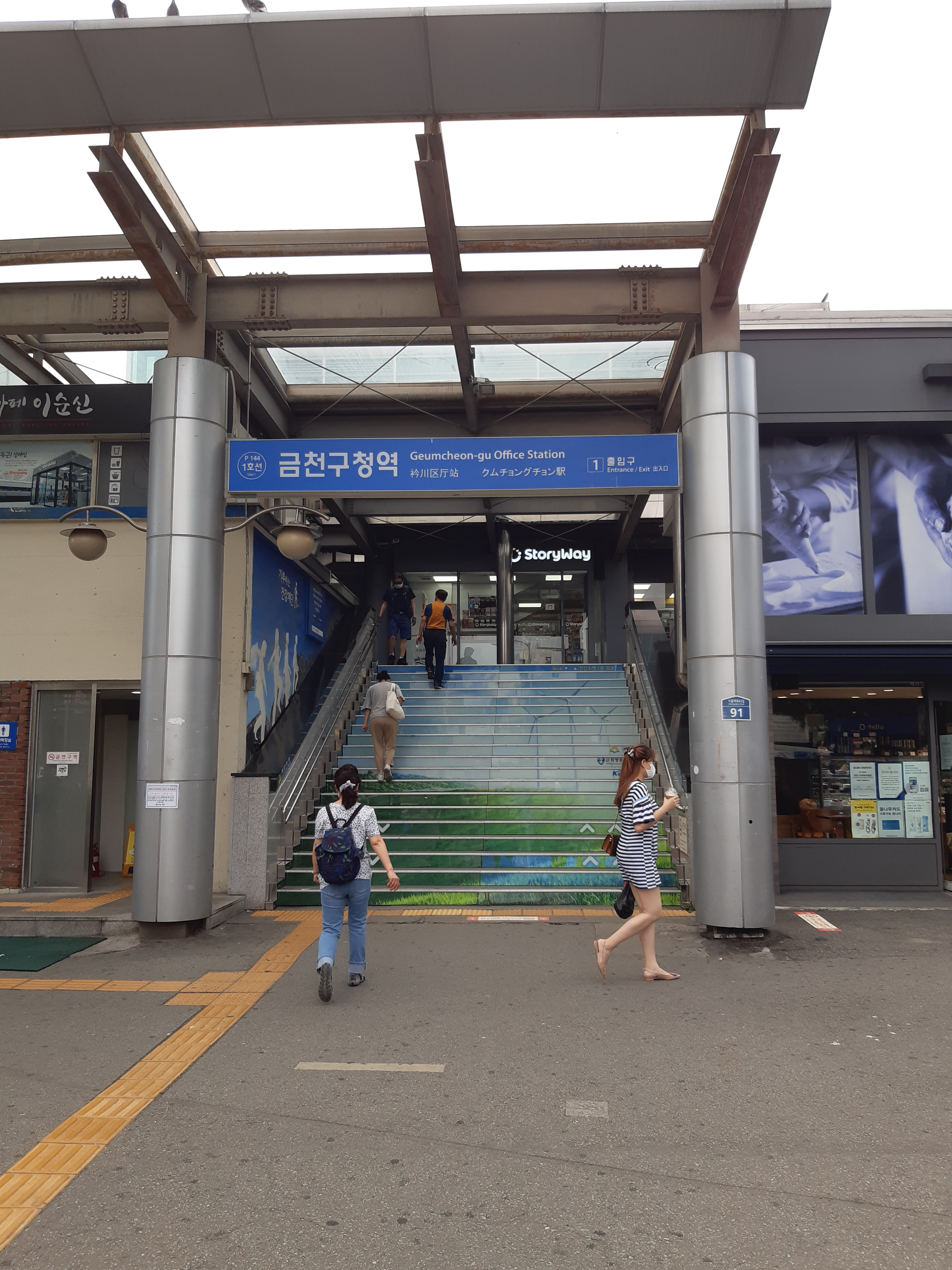
Lối ra số 1